# Gjon Prelë Shllaku
Gjon Prelë Shllaku (ur. 24 marca 1923 w Szkodrze, zm. 16 sierpnia 2003) – albański tłumacz. Był odpowiedzialny za przetłumaczenie Iliady Homera na język albański.

## Życiorys
W 1946 roku został aresztowany i skazany na dożywocie, został jednak zwolniony po 11 latach odbywania wyroku; w więzieniu nauczył się języka greckiego, hiszpańskiego oraz angielskiego. Po wyjściu na wolność pracował jako księgowy w przedsiębiorstwie Zukth-Kashta w Szkodrze.

## Tytuły
W 2003 roku został uhonorowany tytułem Wielkiego Mistrza (Mjeshtër i madh).